# Cool for the Summer
«Cool for the Summer» — песня американской певицы Деми Ловато, выпущенная в качестве лид-сингла для её пятого студийного альбома Confident. Композиция была написана Ловато в соавторстве с Максом Мартином, Саваном Котеча, Али Паями и Александром Кронлундом. Макс Мартин и Аля Паями выступили продюсерами трека, который был издан 1 июля 2015 года на лейблах Hollywood Records, Island Records и Safehouse Records.

## Написание и релиз
Ловато объявила о релизе нового сингла 25 июня 2015 года через Твиттер. В итоге 30 июня песню слили в сеть, и она получила сравнение с хитами Кэти Перри I Kissed A Girl и Джесси Джей Domino. Позже Деми опровергла данную информацию.

## Видеоклип
23 июля 2015 года видео было выпущено на VEVO. За первые сутки клип набрал более 3 миллионов просмотров.

## Награды и номинации
| Год  | Премия             | Категория          | Результат |
| ---- | ------------------ | ------------------ | --------- |
| 2015 | Teen Choice Awards | Choice Summer Song | Номинация |

## Список композиций
- Обычная загрузка[7]

1. «Cool for the Summer» — 3:34

- Ремиксы

1. «Cool for the Summer» (Todd Terry Remix) — 4:47
2. «Cool for the Summer» (Vara Remix) — 4:25
3. «Cool for the Summer» (Dave Aude Remix) — 6:34
4. «Cool for the Summer» (Jacob Andrewz Remix) — 5:00
5. «Cool for the Summer» (Cahill Remix) — 6:17
6. «Cool for the Summer» (Liam Keegan Clean Remix) — 5:08

## Чарты
| Чарт (2015)                         | Пиковая позиция |
| ----------------------------------- | --------------- |
| Австралия (ARIA)                    | 56              |
| Канада (Billboard CHR/Top 40)       | 27              |
| Канада (Billboard Hot AC)           | 44              |
| Финляндия Digital Songs (Billboard) | 3               |
| Греция Digital Songs (Billboard)    | 1               |
| Новая Зеландия (Recorded Music NZ)  | 37              |
| США (Billboard Hot 100)             | 24              |